# کالویل یانگ
سر کالویل نُربِرت یانگ (به انگلیسی: Sir Colville Norbert Young) (زاده ۲۰ نوامبر ۱۹۳۲) که از ۱۷ نوامبر ۱۹۹۳ به عنوان فرماندار کل بلیز و از سال ۱۹۹۴ به عنوان شوالیه شناخته شد.